# Juan de Mella
Juan de Mella (Zamora, 1397 - Roma, 12 de outubro de 1467) foi um cardeal do século XV.

## Vida pregressa
Nasceu em Zamora, em uma família nobre. Filho de Fernando de Mella, notário da cúria episcopal e escribano de número de Zamora, e de Catalina de Alfonso. Irmão do Padre Alfonso de Mella, O.Min, da seita dos Fraticelles. Seu nome de batismo era Juan Alfonso. Ele foi chamado de Cardeal de Zamora.
Estudou no Colegio Mayor de San Bartolomé, Universidade de Salamanca; admitido em 1417 (teologia e direito canônico; doutorou-se em Cânones).
Professor de Direito Canônico na Universidade de Salamanca. Decano de Coria. Arquidiácono de Madrid. Prebendário e membro do capítulo da catedral de Toledo. Mella foi a Roma durante o pontificado do Papa Martinho V para defender o Arcebispo Diego de Anaya perante a corte papal. Permaneceu em Roma prestando valiosos serviços ao Papa Eugênio IV, especialmente durante a época do cisma promovido pelo Antipapa Félix V, que era apoiado pelo rei de Aragão entre outros soberanos europeus; o reino de Castela, do qual Juan de Mella era súdito, permaneceu leal ao Papa Eugênio IV; o papa recompensou sua lealdade nomeando-o auditor da Sagrada Rota Romana em 1423; e mais tarde, promovendo-o ao episcopado.

## Episcopado
Eleito bispo de Leão, em 12 de abril de 1434, em substituição ao bispo daquela diocese, Alfonso de Cusanca, OP, transferido para Osma. O Bispo Cusanca recusou a transferência; após sua morte, Juan de Mella foi novamente nomeado para a sé de Leão em 26 de agosto de 1437. Consagrado (nenhuma informação encontrada). Ele continuou residindo em Roma. O Bispo Eleito de Mella participou do Concílio de Florença e foi membro da comissão que redigiu a bula Laetentur coeli, para conseguir a união das igrejas latina e grega; a união foi proclamada na catedral de Florença em 6 de julho de 1439. Transferida para a sé de Zamora em 6 de abril de 1440; seu irmão Fernando administrou a diocese como bispo auxiliar e vigário geral.

## Cardinalato
Criado cardeal-presbítero no consistório de 17 de dezembro de 1456; recebeu o barrete vermelho e o título de S. Prisca, em 18 de dezembro de 1456. Participou do conclave de 1458, que elegeu o Papa Pio II, e do conclave de 1464, que elegeu o Papa Paulo II. Optou pelo título de S. Lorenzo em Dâmaso em março de 1465. Transferido para a sé de Sigüenza em 20 de maio de 1465; ocupou a sé até sua morte
Morreu em Roma em 12 de outubro de 1467, vítima da peste. Seus restos mortais foram sepultados em um rico sepulcro na igreja de S. Giacomo degli Spagnoli, que não existe mais e seu título, assim como as cinzas do cardeal, foram transferidos para a igreja de S. Maria di Montserrato. Na catedral de Zamora fundou a sumptuosa capela de San Ildefonso e dotou-a de cinco capelanias e de um valioso retábulo de Fernando Gallego.